# Zhou Xiaoxuan
Zhou Xiaoxuan (em chinês simplificado: 周晓璇, pinyin: Zhōu Xiǎoxuán; nascida c. 1993, em Wuhan, na China), mais conhecida por seu pseudônimo Xianzi (chinês simplificado: 弦子, pinyin: Xiánzi), é uma roteirista chinesa e a principal defensora do movimento Me Too da China.

## Biografia
Zhou Xiaoxuan nasceu em Wuhan, capital da província de Hubei, na China, por volta do ano de 1993. Ela se mudou para Pequim (capital da China) quando tinha 18 anos para estudar roteiro. Zhou escreve ensaios sob o pseudônimo de Xianzi.[carece de fontes?]

## Alegações de agressão sexual
Em 2018, Zhou escreveu um ensaio que foi amplamente divulgado nas redes sociais. Nele e em uma sequência mais detalhada, Zhou alegou que, como estagiária em 2014, ela se encontrou com Zhu Jun, um apresentador de televisão chinês, na esperança de conseguir uma entrevista, mas ele a beijou e apalpou à força por cerca de 50 minutos em seu camarim. Ela disse à BBC que, embora tenham sido interrompidas várias vezes por trabalhadores entrando e saindo da sala, ela ficou paralisada de medo e vergonha e não conseguiu alertá-los. No dia seguinte, ela relatou o incidente à polícia.
Mais tarde, Zhou se juntou ao movimento #MeToo e processou Zhu por um pedido público de desculpas e 50.000 yuans (US$ 7.400) em danos. Zhu negou todas as acusações e contra-processou Zhou por difamação. Em setembro de 2021, um tribunal chinês rejeitou suas acusações contra Zhu com base em "provas insuficientes". Enquanto isso, ela enfrentou críticas de blogueiros nacionalistas, e um comentário no Global Times afirmou que o movimento MeToo estava sendo usado por "forças ocidentais para separar a sociedade chinesa".
Em 10 de agosto de 2022, um tribunal em Pequim rejeitou um recurso de Zhou após uma audiência a portas fechadas, alegando que as provas apresentadas foram "insuficientes". Posteriormente, Zhou disse que sua equipe jurídica se concentraria em obter mais evidências e filmagens que não foram incluídas durante o julgamento. Um pequeno grupo de seus apoiadores apareceu no dia da decisão. Zhu Jun, no entanto, esteve ausente do processo e Zhou não ouviu falar de nenhum outro desenvolvimento em seu processo de difamação contra ela. Ela disse ao The Guardian que estava "muito desapontada", mas esperava que sua perda "pudesse provocar mais reflexão sobre a real dificuldade de ser mulher na China de hoje".

## Reconhecimento
Zhou Xiaoxuan foi reconhecida pela BBC como uma das 100 mulheres mais inspiradoras do mundo em dezembro de 2022.